# Linda Lawson
Linda Gloria Lawson, geboren als Linda Gloria Spaziani (* 14. Januar 1936 in Ann Arbor, Michigan; † 18. Mai 2022 in Los Angeles, Kalifornien) war eine US-amerikanische Schauspielerin und Sängerin, die von 1955 bis 2005 aktiv war.

## Leben
Lawson wurde als Linda Gloria Spaziani geboren und verbrachte ihre ersten Lebensjahre in Ann Harbor. Im Alter von drei Jahren zog sie mit ihrer Familie nach Fontana in Kalifornien.
Von 1961 bis zu seinem Tod im Jahr 1992 war sie mit dem Filmproduzenten John Foreman verheiratet. Aus der Ehe gingen die beiden Töchter Amanda (* 1966) und Julie Foreman (* 1963) hervor, die ebenfalls Schauspielerinnen sind.
Linda Lawson lebte bis zu ihrem Tod zurückgezogen von der Öffentlichkeit in Beverly Hills.

## Karriere
Bereits als Kind entdeckte Lawson ihre Liebe zum Gesang. 1953 gewann sie den Schönheitswettbewerb zur Miss Fontana 1953.
Nach dem Ende ihrer Schulzeit hatte sie ihr erstes Engagement Mitte der 1950er Jahre als Showgirl, und später als Sängerin, im Nachtclub „Copa Room“ des Sands Hotel in Las Vegas, wo sie als eines der „Copa Girls“ des ehemaligen Hotels und Casinos auftrat.
Ihre Schauspielkarriere begann 1955 mit einem Kurzfilm und Aufnahmen für die Federal Civil Defense Administration der US-amerikanischen Streitkräfte: sie verkörperte die Miss Cue, als Anspielung auf Atomtests, die im selben Jahr in Nevada unter dem Namen Operation Teapot durchgeführt und der Öffentlichkeit unter dem Namen „Operation Cue“ vorgestellt werden sollten.
Ihr Gesangstalent und ihre natürliche schauspielerische Begabung führten dazu, dass Lawson Rollen in Fernsehserien wie 77 Sunset Strip, Maverick, Alfred Hitchcock präsentiert, One Step Beyond, Dezernat M, Westlich von Santa Fé und Abenteuer unter Wasser bekam. 1960 hatte sie ihr Filmdebüt mit einer Rolle im Thriller The Threat.
Im selben Jahr nahm sie das ausgezeichnete Jazz-Pop-Album Introducing Linda Lawson auf, aber die Schauspielerei verdrängte den Gesang als Schwerpunkt ihrer Karriere. Ihre bekannteste Rolle hatte Lawson 1961 in Curtis Harringtons Film Night Tide, in dem sie die geheimnisvolle Mora – möglicherweise eine Meerjungfrau – verkörperte. Während der 1960er Jahre folgten wiederkehrende Rollen in Fernsehserien wie Adventures in Paradise und die Die Leute von der Shiloh Ranch sowie gelegentlichen Auftritte in Filmen.
Ihr Ehemann, der Produzent John Foreman, war ein Geschäftspartner von Paul Newman; ihre letzte große Leinwandrolle hatte sie 1971 in Newmans Film Sie möchten Giganten sein. Erst 1994 war sie wieder auf dem Bildschirm zu sehen; so spielte sie in dem Fernsehfilm Der Mann der Anderen (2000) und in einer Folge von Emergency Room – Die Notaufnahme (2005) mit. Ihre letzte Rolle in einem Film hatte sie im Jahr 2005 in The Tenants. Lawson starb am 18. Mai 2022 im Alter von 86 Jahren im Motion Picture & Television Country House and Hospital in Los Angeles.

## Filmografie (Auswahl)

### Film
- 1960: The Threat
- 1961: Night Tide
- 1964: Aufstand in Arizona
- 1966: Let’s Kill Uncle
- 1970: Sie möchten Giganten sein
- 2000: Der Mann der Anderen (Another Woman’s Husband)
- 2005: The Tenants

### Fernsehen
- 1958: Mickey Spillane’s Mike Hammer
- 1958: Die Texas Rangers
- 1958: Peter Gunn
- 1958: Der Mann mit der Kamera
- 1959: Maverick
- 1959: Five Fingers
- 1959: Border Patrol
- 1959: Wenn man Millionär wär
- 1959–61: Adventures in Paradise
- 1960: 77 Sunset Strip
- 1960: Colt .45
- 1960: Wilder Westen Arizona
- 1960: Mr. Lucky
- 1960: Overland Trail
- 1960: Dezernat M
- 1960: Alfred Hitchcock präsentiert (Alfred Hitchcock Presents)
- 1960: Richard Diamond, Privatdetektiv
- 1960: One Step Beyond
- 1960: Wagon Train
- 1960: Hawaiian Eye
- 1960: Wells Fargo
- 1960: Bonanza
- 1960: Abenteuer unter Wasser
- 1961: Abenteuer unter Wasser
- 1961: Stagecoach West
- 1961: The Aquanauts
- 1961: Westlich von Santa Fé
- 1961: Perry Mason
- 1962: Target: The Corruptors
- 1962–63: Don’t Call Me Charlie
- 1963: The Real McCoys
- 1964: Stunde der Entscheidung
- 1964: Alfred Hitchcock präsentiert (The Alfred Hitchcock Hour)
- 1965: Alfred Hitchcock präsentiert (The Alfred Hitchcock Hour)
- 1965: Bonanza
- 1965: Ben Casey
- 1966: Die Leute von der Shiloh Ranch
- 1968: Ihr Auftritt, Al Mundy
- 1994: California Highschool 2 (Saved by the Bell: The New Class)
- 2000–01: That’s Life
- 2002: Without a Trace – Spurlos verschwunden
- 2005: Dr. Vegas
- 2005: Emergency Room – Die Notaufnahme

## Musik
Im Jahr 1960 nahm Lawson das Album Introducing Linda Lawson auf, dessen Musik von Marty Paich dirigiert und arrangiert und das bei Chancellor Records veröffentlicht wurde. Das Album enthält die folgenden Titel:
- Are You With Me (H. Levin, D. Robinson)
- Where Flamingos Fly (J. Kennedy, M. Spoliansky)
- But Beautiful (J. Burke, J. VanHeusen)
- Me and My Shadow (B. Rose, A. Jolson, D. Dreyer)
- You Don’t Know What Love Is (Raye, DePaul)
- Easy To Love (Cole Porter)
- Meaning of the Blues (Bobby Troup, Leah Worth)
- Mood Indigo (D. Ellinton, I. Mills, A. Bigard)
- Like Young (P. F. Webster, A. Previn)
- Hi-Lili, Hi-Lo (H. Deutsch, B. Kaper)
- Make The Man Love Me (D. Fields, A. Schwartz)
- Up Pops Love (R. Faith, C. Kehner)

Im Jahr 1996 erschien die CD Music for a Bachelor's Den, Vol. 1: Seductive Selections bei DCC.